# Chetogena soror
Chetogena soror là một loài ruồi trong họ Tachinidae.